# Моисеенко, Зоя Васильевна
Зо́я Васи́льевна Моисе́енко (29 октября 1929, Жадьки, Волынский округ — 4 ноября 2018, Киев) — советская и украинская архитектор, действительный член Украинской академии архитектуры, заслуженный архитектор УССР (1983), дважды лауреат Государственной премии Украины в области архитектуры (2002, 2007), доктор архитектуры (1981), профессор (1990). Член Национального Союза архитекторов Украины.

## Биография
Родилась 29 октября 1929 года в селе Жадьки.
- В 1954 году окончилa архитектурный факультет Киевского инженерно-строительного института, ученица Иосифа Каракиса.
- B 1960 году окончилa аспирантуру при Академии архитектуры УССР.
- В 1954—1977 годах работала в разных архитектурных НИИ.
- C 1977 года — заведующая отделом и заместитель директора по научной работе НИИ гражданского и сельского строительства Госстроя УССР.
- В 1990—2018 годах преподавала в Национальной академии изобразительного искусства и архитектуры на кафедре теории, истории архитектуры и синтеза искусств, с 1990 года — профессор.

Умерла 4 ноября 2018 года Киеве.

## Проекты
- Жилые дома на Воздухофлотском проспекте и Щекавицкой улице в Киеве (1955—1957);
- Серии типовых домов для строительства в сёлах Украины.

## Избранные публикации
- «Архитектура сельских жилых домов Молдавии» (1973)[2];
- «Індивідуальний жилий будинок» (в соавторстве, 1968, 1974, 1981);
- «Сільський жилий будинок: Практичні поради по будівництві та експлуатації» (в соавторстве, 1969, 1971);
- «Архитектура сёл Украины» (в соавторстве, 1987);
- «Малые сёла Украины: Строительство объектов социально-культурного назначения» (в соавторстве, 1988).

Статьи:
- «Архітектурна наука в нових економічних умовах» (1992);
- «Відродження національної своєрідності архітектури України» (1995);
- «Вивчення народної архітектури України — важливий фактор у вихованні митця» (1999).